# Parechthrodryinus hemiaspidoproctis
Parechthrodryinus hemiaspidoproctis är en stekelart som först beskrevs av Subba Rao 1967.  Parechthrodryinus hemiaspidoproctis ingår i släktet Parechthrodryinus och familjen sköldlussteklar. Inga underarter finns listade i Catalogue of Life.